# Marenisco (Míchigan)
Marenisco es un lugar designado por el censo ubicado en el condado de Gogebic en el estado estadounidense de Míchigan. En el Censo de 2010 tenía una población de 254 habitantes y una densidad poblacional de 28,46 personas por km².

## Geografía
Marenisco se encuentra ubicado en las coordenadas 46°22′25″N 89°42′43″O / 46.37361, -89.71194. Según la Oficina del Censo de los Estados Unidos, Marenisco tiene una superficie total de 8.93 km², de la cual 8.93 km² corresponden a tierra firme y (0%) 0 km² es agua.

## Demografía
Según el censo de 2010, había 254 personas residiendo en Marenisco. La densidad de población era de 28,46 hab./km². De los 254 habitantes, Marenisco estaba compuesto por el 92.52% blancos, el 0% eran afroamericanos, el 5.91% eran amerindios, el 0% eran asiáticos, el 0% eran isleños del Pacífico, el 0.39% eran de otras razas y el 1.18% pertenecían a dos o más razas. Del total de la población el 0.39% eran hispanos o latinos de cualquier raza.